# Háború

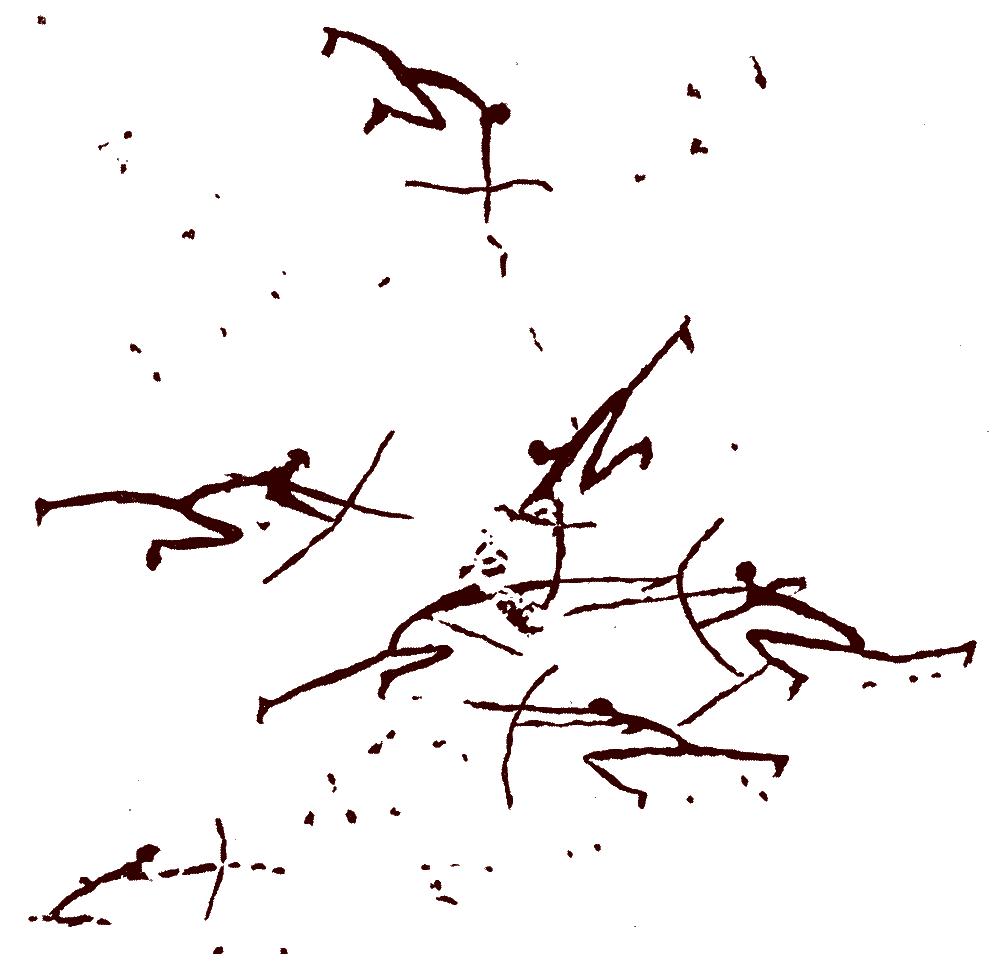
Harci cselekmények a középső kőkorszakban (i. e. 10. évezred és i. e. 5. évezred között keletkezett barlangi falfestmény Spanyolországban, a háború első ismert ábrázolása)

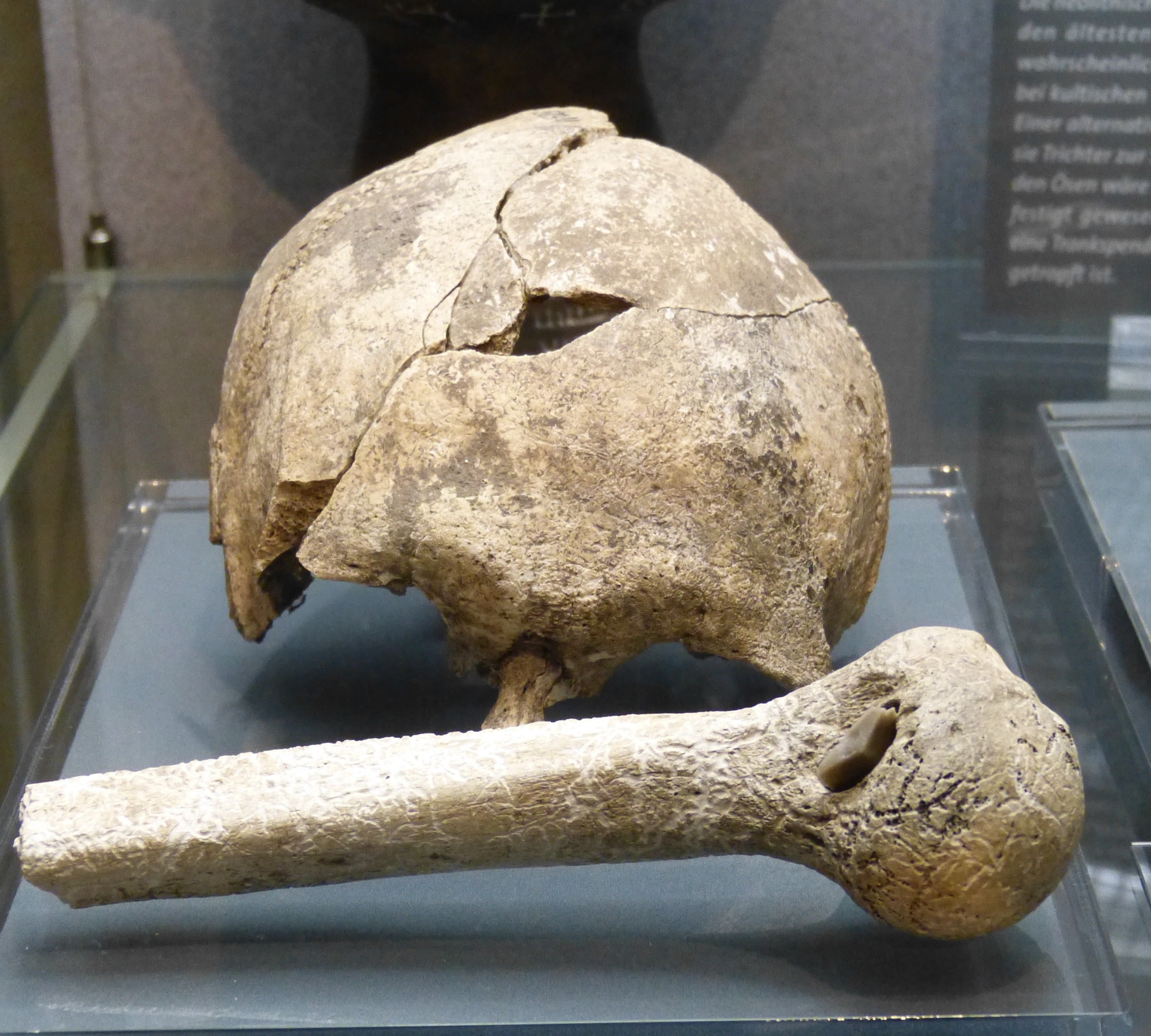
Fegyveres harc nyomai emberi csontokon az újkőkorszakból, Türingia

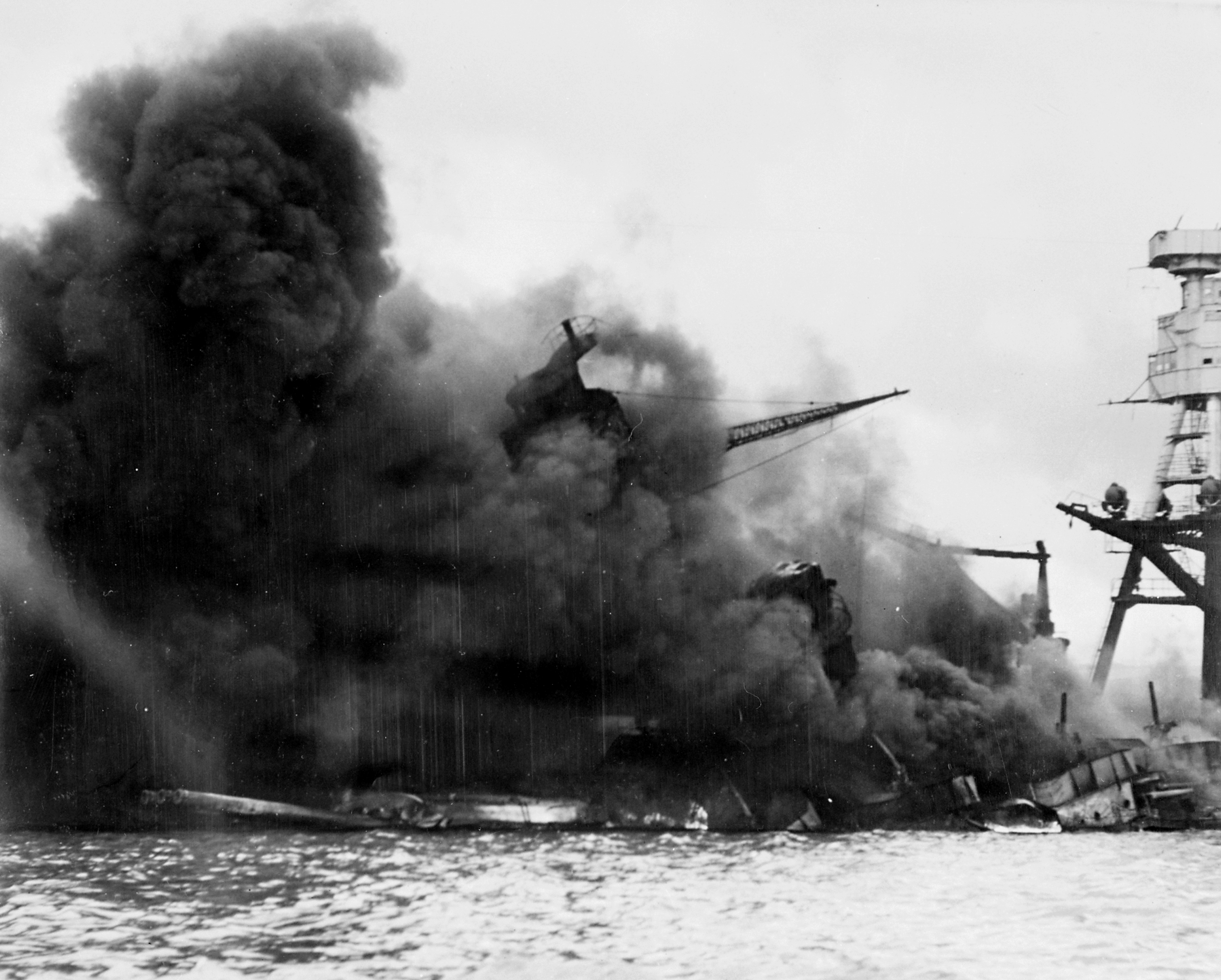
A lángoló USS Arizona (BB 39) Pearl Harbour kikötőjében, miután a Japán Birodalmi Haditengerészet megtámadta a támaszponton állomásozó amerikai flottacsoportot 1941. december 7-én

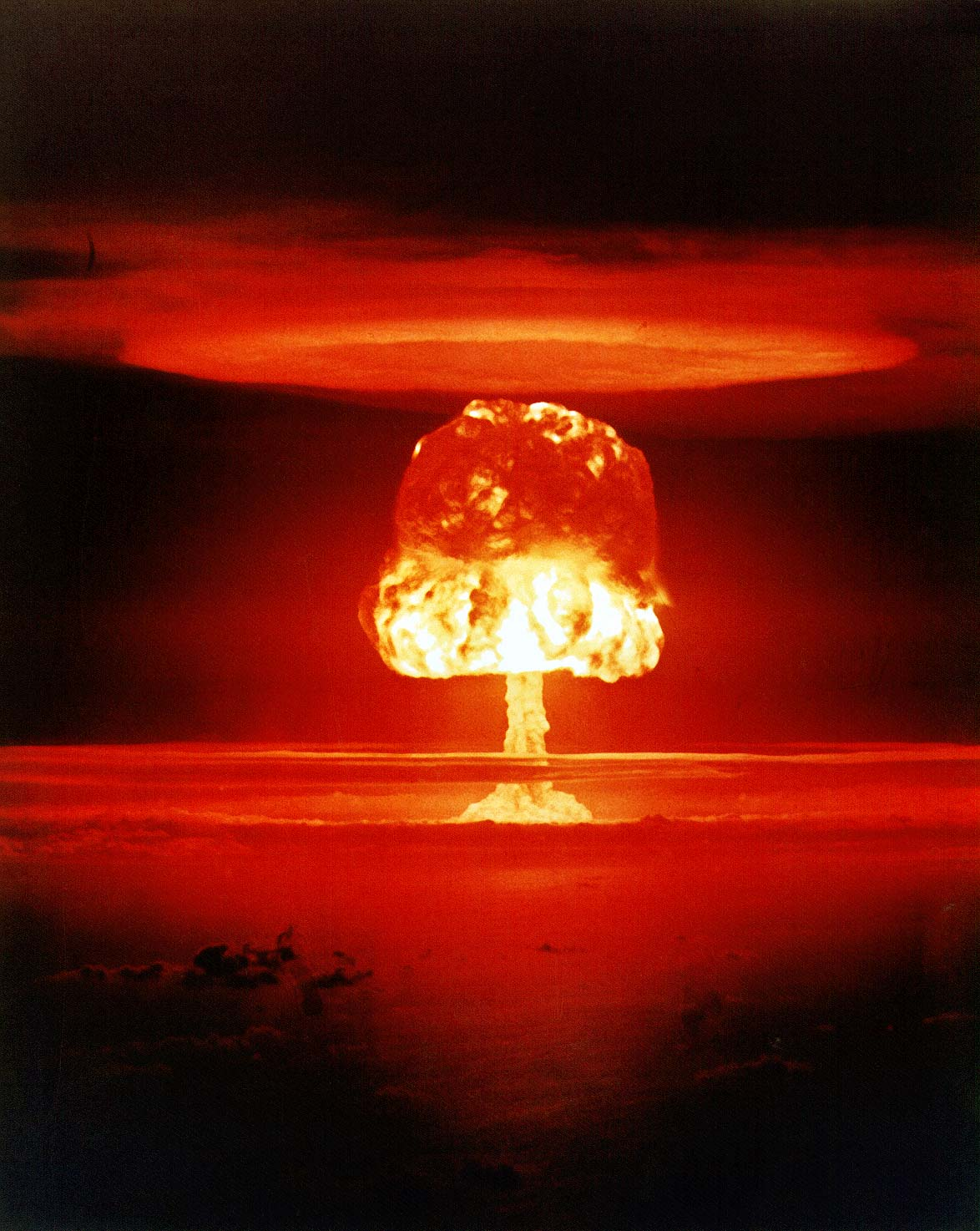
Atombomba-kísérlet 1954. március 27-én a Csendes-óceánon

A háború nagyméretű, szervezett, fegyveres konfliktus, amelyben tervszerűen eljáró csoportok vesznek részt. A háború résztvevőinek célja saját érdekeik érvényesítése, a hatalom megszerzése az ellenséges csoportok felett. A konfliktus résztvevői ellenfelük testi épsége és élete, vagyona, gazdasága, infrastruktúrája ellen törnek. Az ellenségnek okozott károk és sérülések mellett általában megjelennek a kívülálló feleknek okozott szándékolatlan károk, veszteségek is, az úgynevezett járulékos károk. 
A háború és az egyéb fegyveres konfliktusok pontos elhatárolására alkalmas egységes, széles körben elfogadott definíció nem létezik.
A szemben álló felek háborúval történő érdekérvényesítése a történelem során végigvonult a törzsi háborúktól a városállamok, nemzetek és birodalmak közötti konfliktusokig.

## A háború meghatározásai
Clausewitz széles körben elterjedt szavai szerint a háború a politika folytatása más, erőszakos eszközökkel.
Más megfogalmazásban a háború az államok fegyveres összeütközése, amikor a vezetők által kitűzött politikai célok elérése érdekében hadra kelnek a fegyveres erők. Emellett folytatódik a küzdelem más területeken, a gazdaságban, a diplomáciában, a propagandában is. A háború céljait a politika határozza meg, majd tervezi, irányítja, befolyásolja a hadi tevékenvségeket. A háború menete azonban vissza is hat a politikára és annak kitűzött céljaira.
A háborúnak megvannak a maga törvényei. Menetét és végső kimenetelét az állam katonai ereje határozza meg.
A háború nemzetközi jogi fogalmát a nemzetközi szerződések nem tartalmazzák, de azt igen, hogy az államok egymás közötti kapcsolatában csak egyetlen törvényes állapot létezhet, a béke állapota. A modern nemzetközi jog tehát nem ismer el törvényesnek semmilyen háborút. Mivel azonban a valóságban mégis léteznek háborús események, ezekre a mai nemzetközi jog a „fegyveres összeütközés” kifejezést használja.
A háború célja a szemben álló felek hatalmi érdekeinek erővel történő érvényesítése, mely lehet területszerzés, gazdasági erőforrások megszerzése/megtartása, vallási és/vagy politikai ideológia terjesztése.

## A háború története
Az ember csoportjai közötti fegyveres konfliktusok, a háborúk története végig kíséri az emberiség történetét, és az általános történettudomány vizsgálódásainak nagy részét teszi ki. A fegyveres konfliktusok történetével közelebbről a hadtörténet foglalkozik

### A háború mint gazdasági tevékenység
Az őskőkorszaktól kezdve a vadászó-gyűjtögető hordák számára létfontosságú volt a megfelelő vadászterületek birtoklása. Ezt minden ilyen közösség igyekezett a maga számára megőrizni, illetve újakat, gazdagabbakat szerezni. Ezért már az első emberi közösségek számára alapvető létforma volt a szükség szerinti küzdelem más embercsoportokkal, a háború. Ez a folyamatos küzdelem a vadászterületekért nagyban hozzájárult a Homo sapiens globális szétvándorlásához. 
Hasonlóképpen a nagyállattartó törzsi szervezetben élő és gazdálkodó eurázsiai lovasnomádok számára is természetes, állandó jellegű tevékenység volt a háborúskodás, a zsákmányszerzés, a földművelő közösségek adóztatása, megsarcolása.
A letelepült földművelők ehhez képest békésebb életmódot, gazdálkodást folytattak, de a bázisukon kialakuló államok mindegyike fontos feladatának tartotta a háborúskodást. Nyugat-Európában a Martell Károly trónra lépése és Nagy Károly halála közötti évszázadban mindössze 8 olyan év volt, amikor a Karolingok nem szálltak hadba valahol a határaikon túl. Ezek a háborúk nem valamiféle magasrendű eszményekért, elvi–politikai vagy ideológiai célokért folytak, hanem a zsákmányért, vagyonért, gazdasági befolyásért. A katonák megfizetésének a leggyakoribb eszköze pedig a zsákmányolás, szabad rablás engedélyezése volt, szükség esetén akár a hazai területeken is.   
Ine wessexi király 752-es törvénykönyve jól mutatja a rablás és a háború közötti nyilvánvaló összefüggéseket. A támadókról szóló törvény rögzít, hogy ha a támadók hét főnél kevesebben vannak, akkor tolvajnak minősülnek, ha többen, akkor rablóbandának kell tekinteni őket, ha 35 főnél is többen, akkor pedig katonai vállalkozásról van szó.
Az ókorban és a középkorban a hadseregek „hivatalos”, rendszeres tevékenysége volt a gazdagnak tekintett hadifoglyok ejtése is, váltságdíj követelése céljából. Ezzel is jelentős gazdasági haszonhoz juthattak a győztesek.
A középkori hadseregekben a zsoldhoz képest háttérbe szorult, de változó mértékben megmaradt a katonák számára a zsákmányolás mint anyagi ösztönzés. Az újkorban a sorozásra épülő állandó hadseregben már általában büntették az ellenséges lakossággal szembeni rablást, erőszakot. A győztes államok a rablás helyett (vagy mellett) hadisarcot, egyfajta adót vetettek ki.(tribute)
A 19. században a modern hadseregek kialakulásával a hadisarcot az úgynevezett háborús jóvátétel intézménye váltotta ki, ami fedezhette a győztes fél hadiköltségeit a vesztes rovására. 
A gyarmati háborúk különösen nagy közvetlen és közvetett gazdasági haszonnal jártak az imperialista országok számára. Quincy Wright, a háborúk egyik legjelentősebb nyugati kutatója szerint a 19. század háborúinak 67%-a Európán kívül folyt és ezek 40%-a volt „birodalmi”, gyarmati háború. Lewis Fry Richardson brit békekutató tanulmányai szerint az 1820 és 1910 között a világon lezajlott 19 nagyobb háború (egyenként több mint 31 ezer halottal) közül kilenc függött össze a gyarmatosítással.
A második világháború után azonban a hadi veszteségeket már semmilyen háborús jóvátétel nem fedezhette, legfeljebb enyhíthette. Általában is megszűnt annak a lehetősége, hogy a háború révén egyes országok közvetlen gazdasági nyereséghez jussanak. Erre csak áttételesen, gazdasági hatalmuk kiterjesztése révén kerülhet sor. Egy esetleges atomháború pedig végleg lehetetlenné tenne bármilyen gazdasági hasznot a résztvevők, túlélők számára.

## A háború kezdete és vége
Egy formális háború a hadüzenet bejelentésével, illetve ennek hiányában az első harci érintkezést követően a hadiállapot kihirdetésével kezdődik.
A háború folyamán a harcoló felek megállapodhatnak a harcok felfüggesztésében, ez a fegyvernyugvás, tűzszünet vagy fegyverszünet. A tűzszünet hossza lehet előre meghatározott vagy határozatlan idejű is; addig tart, amíg a határidő le nem jár, vagy valamelyik fél egyoldalúan meg nem szegi a megállapodást.
A háborút hivatalosan akkor tekinthetjük lezártnak, ha a harcoló felek békeszerződést kötnek egymással.

## Típusai

### Területi kiterjedés szerint
- globális háború (az egész Földre kiterjedő háborús helyzet, tipikusan az atomháborúra(wd) mondható, ilyen még nem volt)
- világháború
- helyi háború
  - polgárháború (egy államon belüli különböző népcsoportok vagy politikai oldalak közötti fegyveres konfliktus)
    - etnikai háború (olyan háború amelyet kifejezetten etnikai alapon vívnak.)

### Alkalmazott haditechnika szerint
- hagyományos háború
- atom- vagy nukleáris háború

### Résztvevők megítélése szerint
- igazságos (például honvédő háború, szabadságharc)
- igazságtalan

### Egyéb besorolás
- hegemonikus (teljes világrend ellenőrzéséért folytatott háború)
- aszimmetrikus (a résztvevők között jelentős a technikai, katonai, társadalmi, gazdasági különbség)
- kis háború (nem vesznek részt reguláris csapatok; nincs területi és időben korlátozás; ide tartozik a gerillaháború és a terrorizmus is)
- korlátozott (csak egy bizonyos cél eléréséig folytatott háború például egy terület elfoglalása)
- totális (korlátok nélkül folytatott háború, ahol az egyik fél a másik fél teljes megsemmisítéséig kíván harcolni)

## Háború és az erkölcs

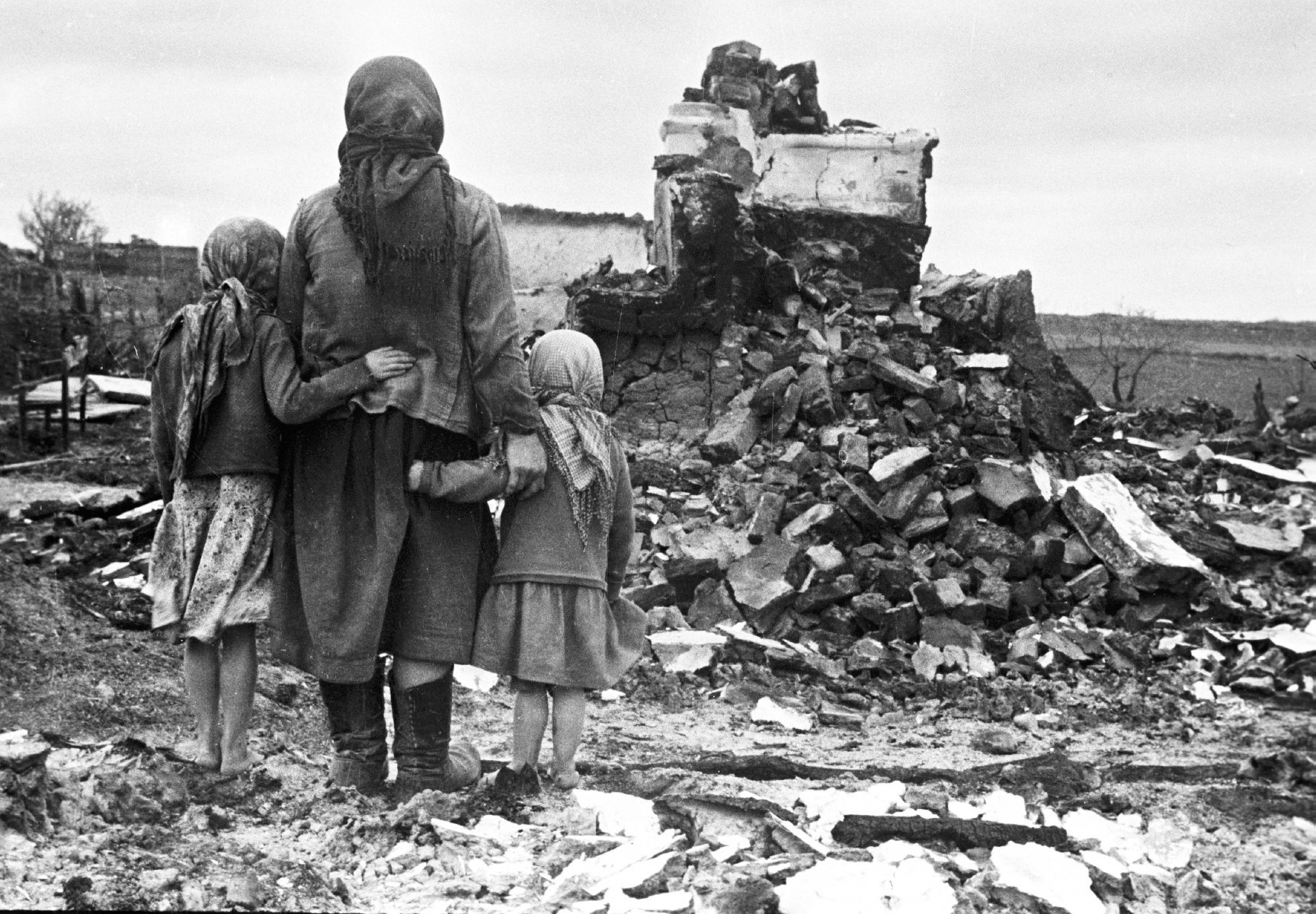
Rommá lőtt lakóház (1943)

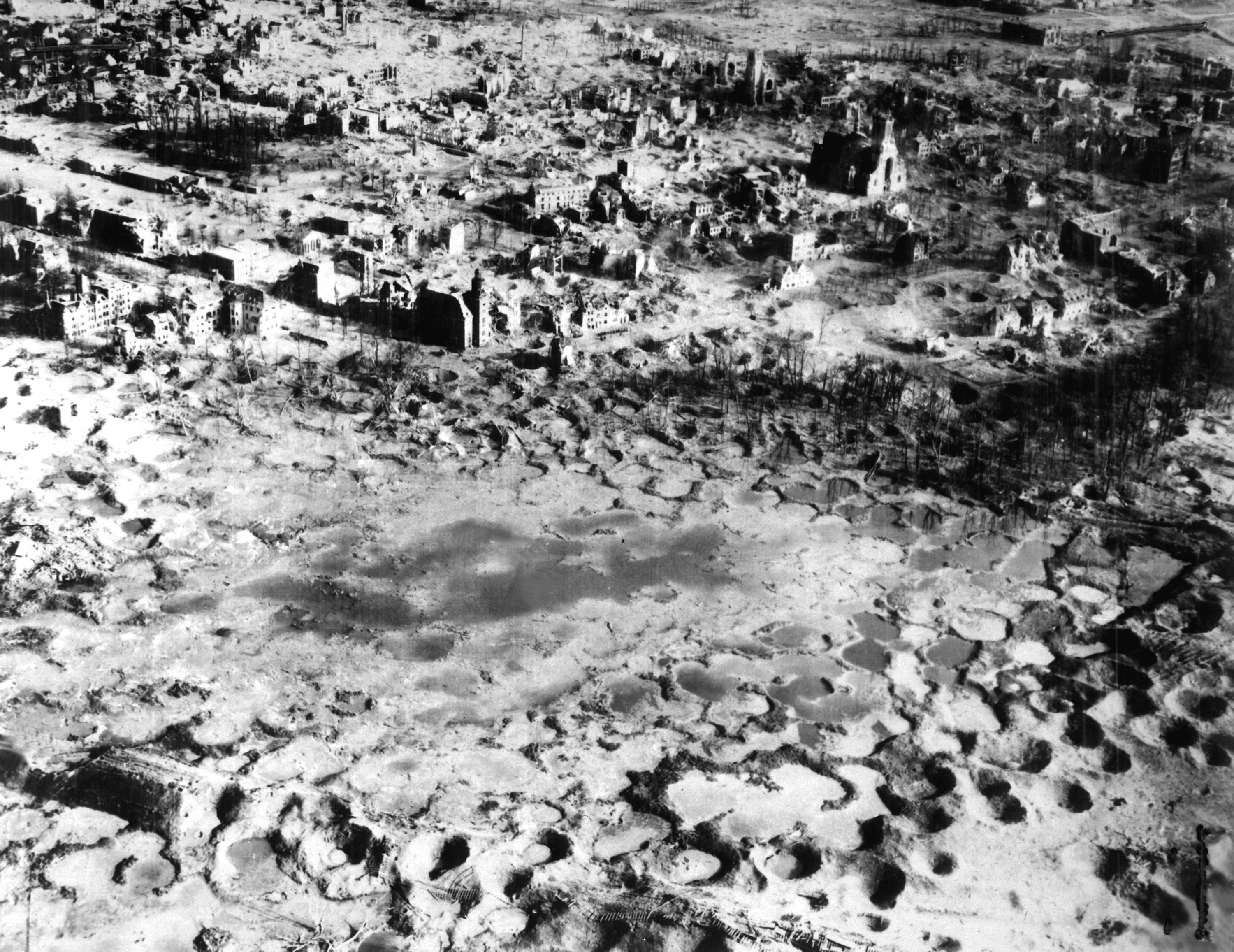
A lebombázott Wesel a második világháború alatt

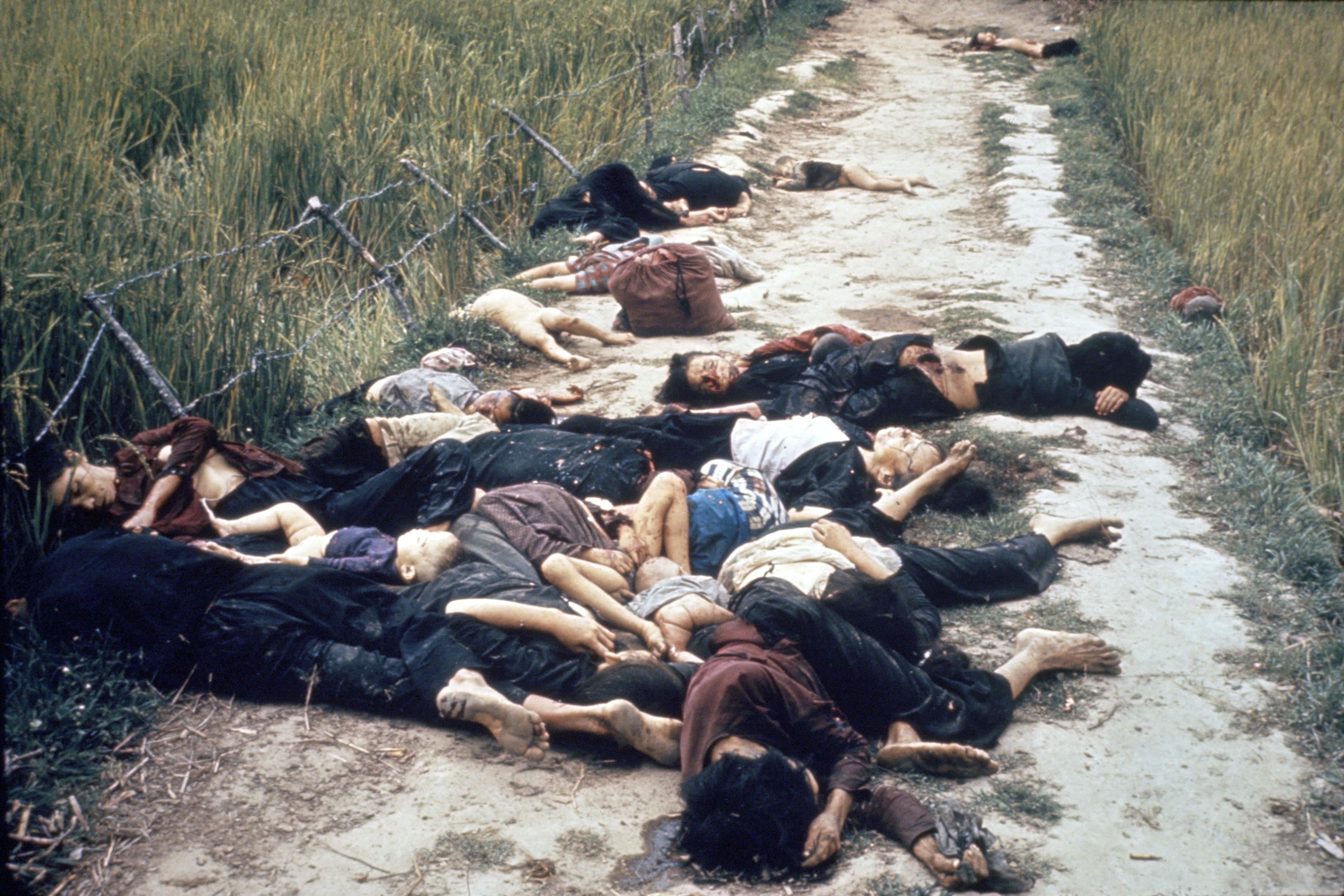
Mỹ Lai-i mészárlás: halott nők és csecsemők

A történelem során a háború súlyos erkölcsi kérdéseket vetett fel. Ennek ellenére számos antik és néhány modern nemzet szemléletében a háború nemes dologként jelenik meg, de az idők folyamán a morális érzékenység a háborúval kapcsolatosan fokozatosan emelkedett. Ma a háború egyesek számára nemkívánatos és erkölcsileg vitatható, és a háborúra való felkészülésre csak a saját országuk védelmében lehet szükség. A pacifisták hitvallása szerint a háború természeténél fogva erkölcstelen és mindenképp elkerülendő.
A háború negatív megítélése nem mindig volt olyan széles, mint manapság. Heinrich von Treitschke a háborút az emberiség legmagasabb rendű cselekvéseként látta, ahol a bátorság, a becsület és a képességek többet érnek, mint bármely más erőfeszítés esetén. Friedrich Nietzsche szintén úgy látta a háborút mint az „Übermensch” lehetőségét megmutatni bátorságát, becsületét és más erényeit. Hegel véleménye szerint a háború olyan szükségszerű történelmi folyamat, amely lehetővé teszi a társadalom fejlődését. Az első világháború kitörésekor Thomas Mann ezt írta: „Vajon a béke nem a polgári korrupció egy eleme csupán, míg a háború a megtisztulás, a felszabadulás és a remény ígéretét hordozza?” Hasonló elveket képviselt számos társadalom a történelem során, kezdve Spártától és az ókori rómaiaktól egészen az 1930-as évek fasiszta kormányaiig, illetve legutóbb a militáns iszlám képviselői.
Manapság a legtöbben csak az „igazságos háborút” tartják elfogadhatónak, és azt vallják, hogy a világszervezetek, köztük az ENSZ feladata, hogy az igazságtalan (vagyis a legtöbbször hódító, agresszív) háború kitörését megakadályozza vagy befejezését elősegítse. N. J. Slabbert amerikai filozófus és politológus szerint az emberi társadalomban a háború mindig az egyes csoportok közötti konfliktusok megoldásának legkönnyebb, legkedveltebb eszköze volt, amivel párhuzamosan sosem fordított az emberiség elegendő figyelmet a béke fenntartásának konstruktív folyamatára. Meglátása szerint a háborúra rendelkezésre álló erőforrások mindig is jóval meghaladták a béke fenntartására fordítható eszközöket és a békét legtöbbször a háború szüneteként definiálták, ahelyett hogy saját jogán létező, társadalmi alaphelyzetként fogadták volna el.
A nemzetközi jog részét képező nemzetközi hadi- és humanitárius jog a hadviselés és a háborúzás számos aspektusát igyekszik szabályozni, ezek részei például a genfi egyezmények, amelyek a háborúban bevethető fegyvereket és a hadifoglyokra vonatkozó bánásmódot szabályozzák. Az egyezmények és előírások megszegését általában háborús bűnnek tartják, és a második világháború befejezése után lefolytatott nürnbergi perek óta számos alkalommal került sor a háborús bűnösök elleni eljárás lefolytatására.

## Nemzetközi jog
A nemzetközi jognak a háborúval kapcsolatos joganyaga két nagy részre oszlik: az egyik a háborúhoz való jog (ius ad bellum), a második a háborúban érvényesítendő jog, a háborús cselekmények szabályai (ius in bello), a hadijog. Ez utóbbi részleteit, a háborúban részt vevő államok, a harcoló felek kapcsolatát, a harcok során megengedhető, illetve nem megengedhető viselkedési formákat a genfi egyezmények tartalmazzák. A genfi egyezmények rendelkeznek a hadifoglyok, civilek, városok és épületek védelméről, a vörös kereszttel, illetve vörös félholddal jelzett épületek és személyek védelméről. A tengeri, szárazföldi és légi hadviselés szabályairól. A szabályok megsértőivel, azaz a háborús bűncselekmények elkövetőivel szemben a hágai Nemzetközi Bíróság jár el.
A háborúhoz való jog az ENSZ megalakulásával érvényét vesztette, a háború nemzetközi jogi tilalom alá került. Ez joganyag történelmileg az úgynevezett igazságos háború koncepciójával foglalkozott. 

### Az Egyesült Nemzetek Alapokmánya a fegyveres erő alkalmazásáról
Az ENSZ Alapokmánya elméletileg törvényen kívül helyezte a háborút. A szerződés 1. cikke leszögezi:

„Az Egyesült Nemzetek célja, hogy
1. fenntartsa a nemzetközi békét és biztonságot és evégből hathatós együttes intézkedéseket tegyen a békét fenyegető cselekmények megelőzésére és megszüntetésére a támadó cselekményeknek vagy a béke más módon történő megbontásának elnyomására, valamint békés eszközökkel, az igazságosság és a nemzetközi jog elveinek megfelelő módon rendezze vagy megoldja azokat a nemzetközi viszályokat és helyzeteket, amelyek a béke megbontására vezethetnek;”

A 2. cikk alábbi bekezdései továbbá részletezik:

„3. A Szervezet összes tagjai kötelesek nemzetközi viszályaikat békés eszközökkel és oly módon rendezni, hogy a nemzetközi béke és biztonság, valamint az igazságosság ne kerüljön veszélybe.
4. A Szervezet összes tagjainak nemzetközi érintkezéseik során más Állam területi épsége, vagy politikai függetlensége ellen irányuló vagy az Egyesült Nemzetek céljaival össze nem férő bármely más módon nyilvánuló erőszakkal való fenyegetéstől vagy erőszak alkalmazásától tartózkodniok kell.
5. A Szervezet összes tagjai az Egyesült Nemzetek részére a jelen Alapokmánynak megfelelően folytatott bármely tevékenységéhez minden segítséget megadnak és tartózkodnak attól, hogy segítséget nyújtsanak olyan Államnak, amely ellen az Egyesült Nemzetek megelőző vagy kényszerítő intézkedéseket foganatosít.”

Az Alapokmány a béke fenntartása vagy helyreállítása érdekében jogot biztosít a Biztonsági Tanácsnak fegyveres intézkedések foganatosítására:

„Ha a Biztonsági Tanács úgy találja, ... légi, tengeri és szárazföldi fegyveres erők felhasználásával olyan műveleteket foganatosíthat, amelyeket a nemzetközi béke és biztonság fenntartásához, vagy helyreállításához szükségeseknek ítél. Ezek a műveletek az Egyesült Nemzetek tagjainak légi, tengeri és szárazföldi hadereje által foganatosított tüntető felvonulásból, zárlatból (blokád) vagy egyéb műveletekből is állhatnak.”

Az Alapokmány ugyanakkor elismeri a tagállamok jogát az önvédelemre, azonban ennek kifejtése során sem használja a „háború” kifejezést:

„A jelen Alapokmány egyetlen rendelkezése sem érinti az Egyesült Nemzetek valamelyik tagja ellen irányuló fegyveres támadás esetében az egyéni vagy kollektív önvédelem természetes jogát mindaddig, amíg a Biztonsági Tanács a nemzetközi béke és biztonság fenntartására szükséges rendszabályokat meg nem tette. A tagok az önvédelem e jogának gyakorlása során foganatosított rendszabályaikat azonnal a Biztonsági Tanács tudomására tartoznak hozni és ezek a rendszabályok semmiképpen sem érintik a Biztonsági Tanácsnak a jelen Alapokmány értelmében fennálló hatáskörét és kötelességét abban a tekintetben, hogy a nemzetközi béke és biztonság fenntartása vagy helyreállítása végett az általa szükségesnek tartott intézkedéseket bármikor megtegye.”

A gyakorlatban azonban a Biztonsági Tanács azonban belső érdekellentétei miatt általában nem képes kollektív, fegyveres rendszabályok foganatosítására, és csak nyilatkozatokra, határozatok elfogadására szorítkozhat, de gyakran azok elfogadását is megakadályozzák, egymás ellenében, a vétóra jogosult állandó tagjai (a 21. században az Amerikai Egyesült Államok, az Egyesült Királyság, Franciaország, a Kínai Népköztársaság és Oroszországi Föderáció).